# Willie Egan
Willie Lee Egan (* 1. Oktober 1933 in Minden, Louisiana; † 5. August 2004 in Los Angeles), oft auch falsch als Willie Egans oder Willie Eggins bezeichnet, war ein amerikanischer R&B-Sänger und Pianist. Bereit in den 1950er Jahren in Los Angeles aktiv, verschwand er Anfang der 1960er aus der Öffentlichkeit und hatte erst in den 1980ern ein vielbeachtetes Comeback als Blues-Interpret.

## Karriere
Willie Egan wurde in einer unwegsamen sumpfigen Gegend in der Nähe von Minden, Louisiana geboren. Mit neun Jahren zog er mit seiner Großmutter nach Los Angeles, wo er am Piano seines Onkels das Boogie-Woogie-Klavierspiel lernte. Willie benannte Amos Milburn, Hadda Brooks, Camille Howard und Nellie Lutcher als seine Haupteinflüsse, seinem Gesang wird zudem eine große Ähnlichkeit zu Little Willie Littlefield bescheinigt. Auf seiner ersten Single für das Label Elko Records im Jahr 1949 nahm er mit seiner hämmernden rechten Hand das Rock-’n’-Roll-Piano Jerry Lee Lewis’ vorweg.
Erst sechs Jahre später wurde er vom A&R-Manager Mike Gradny für das Vita/Mambo-Label engagiert. Zusammen mit dem Gitarristen Lloyd Rowe spielte er Don’t Know Where She Went ein. Bald darauf kam mit Wow Wow sein seinerzeit erfolgreichste Platte heraus. Die nächste Single Sometimes I Wonder trug wie die Nachfolger den falschen Interpreten-Name Willie Egans. Willie spielte auch als Session-Musiker bei Aufnahmen der Squires, der Colts und der Chavelles auf deren Vita-Aufnahmen.
Nachdem Vita Records aus dem R&B-Geschäft ausgestiegen war, kam 1957 noch eine Single auf Gradnys Spry Records und 1958 eine auf Vita-Chef Larry Meads eigenem Rays Records heraus: Baby, Baby, Baby war eine Zusammenarbeit mit Marvin Phillips, der bereits seit 1954 mit unterschiedlichen Partnern das Doo-Wop-Duo Marvin & Johnny gebildet hatte. Im gleichen Jahr kam, begleitet von der Johnny-Otis-Band mit Rock and Roll Fever auf Dash Records der zweitgrößte Erfolg Egans zustande.
Für 1962/63 wird Willie Egan erneut als „Johnny“ bei Marvin & Johnny genannt, während andere Diskografien für die Aufnahmen auf dem Label Swingin’ Records Emory Perry als Partner von Marvin Phillips nennen. In dieser Zeit versuchte Willie auch, seine Solokarriere neu anzustoßen, verlor aber beim Brand eines Clubs seine komplette musikalische Ausrüstung. Er zog sich daraufhin aus dem Show-Geschäft zurück und wurde Krankenpfleger in einer Klinik in Los Angeles.
1983 kam in Europa unter dem Titel Rock and Roll Fever eine Zusammenstellung von Willie Egans Hits heraus. Das englische Bootleg-Label Krazy Kat Records glaubte, Egan sei bereits verstorben. Der Promoter Steve Brigati suchte Egan in Los Angeles auf und bot ihm ein Konzert mit Chuck Higgins und Big Jay McNeely im Electric Ballroom in London an. Daraufhin nahm Egan für Ace Records sein einziges Studioalbum namens Going back to Louisiana auf.
Willie Egan starb am 5. August 2004 in Los Angeles an einer langjährigen Krebserkrankung.

## Diskografie

### Singles
- 1949 – It’s a Shame / Willie’s Boogie, Elko (als Little Willie Egan)
- 1955 – Don’t Know Where She Went / Potato Stomp, Mambo 101 (als Lloyd and Willie)
- 1955 – Wow Wow / What a Shame, Mambo 102 (als Willie Eggins and Orchestra)
- 1955 – Sometimes I Wonder / Sad Sad Feeling, Mambo 106 (als Willie Egans)
- 1956 – Come On / Oh Baby, Mambo 111 (als Willie Egans)
- 1956 – She’s Gone away, But / Willie’s Blues, Vita 119 (als Willie Egans)
- 1956 – Wear Your Black Dress / I Can’t Understand It, Vita 125 (als Willie Egans)
- 1957 – Treat Me Right / You Must Be Foolin’, Spry 107 (als Willie Egans)
- 1958 – Baby, Baby, Baby / Bye Bye Baby, Rays 34 (als Marvin & Johnny)
- 1958 – Rock and Roll Fever / Chittlins, Dash 55001 (mit der Johnny-Otis-Band)
- 1962 – I’m Tired of Being Alone / Baby Don’t You Know (als Marvin & Johnny, Egans Beteiligung strittig)
- 1963 – Second Helping of Cherry Pie / Pretty One (als Marvin & Johnny, Egans Beteiligung strittig)

### Alben
- 1983 – Rock and Roll Fever, Krazy Kat 7407 (Bootleg)
- 1984 – Going Back to Louisiana, ACE 95
- 1985 – Willie Egan & His Friends, Relic 8002